# Philipp Seitle
Philipp Seitle (* 11. Oktober 1985 in Kandel) ist ein deutscher ehemaliger Handballspieler. Seine Spielposition war Rückraum Mitte.
Seitle spielte bis zur C-Jugend bei seinem Heimatverein TSV Kandel. Im Jahr 2000 ging er dann nach Eisenach ins dortige Handballinternat. 2004 wechselte er zur HSG Niestetal-Staufenberg in die 2. Handball-Bundesliga und 2006 zum SC Magdeburg II. 2008 verließ er Magdeburg und schloss sich für zwei Spielzeiten Concordia Delitzsch an. Ab 2010 spielte er beim SC DHfK Leipzig in der 2. Handball-Bundesliga. Im Sommer 2012 schloss er sich dem Bundesligaaufsteiger TV 1893 Neuhausen an, kehrte aber bereits im Dezember 2012 nach Leipzig zurück. Im Dezember 2013 wechselte er zum Drittligisten HSC 2000 Coburg, mit dem er 2014 in die 2. Bundesliga aufstieg. Zur Saison 2015/16 wechselte Seitle in die Schweiz zur SG Horden. Danach spielte bei dessen Kooperationsverein GC Amicitia Zürich sowie für STV Baden und zuletzt für Lakers Stäfa. Verletzungsbedingt musste Seitle seine Karriere 2019 beenden. Er wurde daraufhin Trainer der Lakers Stäfa. Nach der Saison 2022/23 wird er dieses Amt niederlegen.

## Sonstiges
Seitle ist ausgebildeter Industriekaufmann.